# Liberty BASIC
Liberty BASIC er en variation af programmeringssproget BASIC. Det har en gratis begynderudgave kaldet Just BASIC.
Eksempel på et Liberty BASIC-script der skriver "Welcome World!":
```
print "Welcome World!"
end
```

Program spørger om navn og derefter gentager det:
```
print "Hej! Skriv venligst dit navn:"
input navn$
print "Hej, "; navn$ ;"!"
end
```

| Programmering | Spire Denne artikel om datalogi eller et datalogi-relateret emne er en spire som bør udbygges. Du er velkommen til at hjælpe Wikipedia ved at udvide den. |